# Isdromas peruvianus
Isdromas peruvianus là một loài tò vò trong họ Ichneumonidae.